# Rifugio Giovanni Pedrotti
Il rifugio Giovanni Pedrotti (rifugio Rosetta) si trova sull'Altopiano della Rosetta, nelle Pale di San Martino, ad un'altezza di 2.581 metri sul livello del mare.

## Storia
Il rifugio è posizionato nella parte centrale dell'Altopiano delle Pale di S. Martino ed è stato costruito nel 1889 su progetto dell'ingegnere Annibale.
Nel 1896 venne ampliato. Il crescente interesse per il mondo dell'alpinismo spinse la S.A.T. a prendere in considerazione il progetto della costruzione di un edificio-albergo. Il progetto venne, però, abbandonato a causa dell'inizio della grande guerra da cui il rifugio uscì incendiato.
Il rifugio venne ripristinato e successivamente ampliato nel 1931 fino a poter ospitare 40 persone. La seconda guerra mondiale ebbe gli stessi effetti sul rifugio che venne incendiato, per rappresaglia, dai tedeschi.
Ricostruito nel 1952, fu intitolato a Giovanni Pedrotti.

## Accessi
È accessibile da San Martino di Castrozza mediante impianto di risalita o tramite sentiero, dalla Val Canali - Primiero attraversando il Passo di Ball o il Passo Canali, da Gares via Orrido delle Comelle e dal rifugio Mulaz via Passo delle Farangole.

## Ascensioni
- Cima Rosetta - 2.743 m
- Cimon della Pala - 3.184 m
- Vezzana - 3.192 m
- Cima Val di Roda - 2.605 m